# Razbona
Razbona es una localidad española del municipio de Humanes, perteneciente a la provincia de Guadalajara, en la comunidad autónoma de Castilla-La Mancha. Está constituida como entidad de ámbito territorial inferior al municipio.

## Geografía
Se encuentra en la carretera CM-1004 entre las localidades de Humanes, Puebla de Beleña y Robledillo de Mohernando. Junto a la localidad pasa el río Sorbe a punto de desembocar en el río Henares cerca de Humanes.

## Historia
A mediados del siglo XIX, el lugar tenía contabilizada una población de 36 habitantes. La localidad aparece descrita en el decimotercer volumen del Diccionario geográfico-estadístico-histórico de España y sus posesiones de Ultramar de Pascual Madoz de la siguiente manera:

RAZBONA: l. con ayunt. en la prov. de Guadalajara (4 leg.), part. jud. de Tamajon (3 1/2), aud. terr. de Madrid (14), c. g. de Castilla la Nueva, dióc. de Toledo (26). sit. en llano con buena ventilacion y clima frio: tiene 12 casas, y una igl. parr. (Ntra. Sra. del Viso), servida por un cura y un sacristan. Confina el térm. con los de Torrebeleña, Humanes y Robledillo; dentro de él se encuentran 2 fuentes de buenas aguas, y una ermita (La soledad): el terreno, que participa de quebrado y llano, es de buena calidad; comprende un buen monte poblado de roble y encina; atraviesa el térm. el r. Sorbe, cuyo paso facilita un puente de piedra: caminos: los que dirigen á los pueblos limítrofes, todos en mal estado, escepto el que conduce á Humanes. correo: se recibe y despacha en la cap. de prov. prod.: trigo, cebada, centeno, avena, garbanzos y otras legumbres, yerbas de pasto con las que se mantiene ganado vacuno y cabrio; abunda la caza de liebres, conejos y perdices; hay pesca de barbos, esquisitas truchas y anguilas. ind.: la agrícola y recriacion de ganados. pobl.: 10 vec., 36 alm. cap. prod.: 516,600. imp.: 15,500. contr.: 1,230.
(Madoz, 1849, p. 378)

## Fiestas
La Botarga de Razbona. Tiene lugar el 25 de enero sobre las 11 de la mañana, por la festividad de San Pablo, Patrón de Razbona. La botarga de Razbona está declarada como Fiesta de Interés Turístico Provincial.
Las fiestas del pueblo se celebran el primer fin de semana de agosto.

## Administración
La alcaldesa actual es Lorena Jimeno Pastor.